# ده حسین‌علی خان
ده حسین‌علی خان، روستایی است از توابع بخش مرکزی شهرستان هیرمند در استان سیستان و بلوچستان ایران.

## جمعیت
این روستا در دهستان دوست‌محمد قرار داشته و براساس سرشماری سال ۱۳۸۵جمعیت آن ۴۵۳نفر (۸۹خانوار) بوده‌است.